# روباه اقرار به آمدن طوفان می‌کند
«روباه اقرار به آمدن طوفان می‌کند» (به انگلیسی: Fox Confessor Brings the Flood) آلبومی از هنرمند اهل ایالات متحده آمریکا نکو کیس است که در سال ۲۰۰۶ میلادی منتشر شد، این آلبوم چهارمین آلبوم انفرادی از نوازنده و خواننده آلت-کانتری آمریکایی، نکو کیس است تاریخ نشر این آلبوم ۷ مارس ۲۰۰۶ می‌باشد و توسط آنتی-رکوردز منتشر شد، این آلبوم در لیست‌های بسیاری از بهترین‌ها قرار گرفت و یک دیسک جایزه از طرف آنتی-رکوردز ناشر آلبوم در ماه نوامبر سال بعد ضمیمه آن گردید